# Spivey
Spivey es una ciudad ubicada en el condado de Kingman en el estado estadounidense de Kansas. En el año 2020 tenía una población de 61 habitantes y una densidad poblacional de 46,92 personas por km².

## Geografía
Spivey se encuentra ubicada en las coordenadas 37°26′50″N 98°9′50″O / 37.44722, -98.16389 (37.447216, -98.164002).

## Demografía
Según la Oficina del Censo en 2000 los ingresos medios por hogar en la localidad eran de $37,250 y los ingresos medios por familia eran $38,125. Los hombres tenían unos ingresos medios de $40,625 frente a los $6,250 para las mujeres. La renta per cápita para la localidad era de $23,849. Alrededor del 6.6% de la población estaban por debajo del umbral de pobreza.